# Bend and Break
«Bend and Break» («Doblar y romper» en español) es una canción de la banda inglesa Keane, lanzada como el quinto y último «sencillo» de su álbum debut Hopes and Fears.

## Lista de canciones
1. «Bend And Break»
2. «On A Day Like Today»
3. «Allemande» (en vivo)
4. «Bend and Break» (video)

## Información acerca de la canción
Tim Rice:
"Bend and Break esa frase se trata más bien de atravesar un estado de mente verdaderamente oscuro y emerger hacia tiempos más brillantes, más felices. El viejo dicho 'la hora más oscura es justo antes del amanecer' es muy cierto y potente, creo. La gente dice frecuentemente que si estás realmente deprimido las cosas pueden parecer insoportablemente horrendas mientras tus pensamientos corren unos alrededor de otros en la oscuridad de la noche, pero cuando el sol sale, podés tomar más perspectiva y ver las cosas de una manera más esperanzadora. Mirá el libro de Patrick Humpries sobre Nick Drake para ver lo que piensa acerca de cómo este fenómeno afectaba al gran compositor. De todos modos, en mi caso siempre amé las mañanas... el día está nuevo y lleno de posibilidades. La canción me recuerda cuando era joven y por las mañanas solía llamar a Tom o a Richard o a otros amigos y hacíamos planes para encontrarnos en el centro o jugar al fútbol o lo que sea. Todavía me siento igual... por ejemplo siempre escribo mejor temprano a la mañana."